# Fréchou-Fréchet
Fréchou-Fréchet là một xã thuộc tỉnh Hautes-Pyrénées trong vùng Occitanie tây nam nước Pháp. Xã này nằm ở khu vực có độ cao trung bình mét trên mực nước biển.